# Thiocyanate de méthyle
Le thiocyanate de méthyle de formule semi-développée CH3-S-C≡N est un composé organique qui consiste en l'ester méthylique de l'acide thiocyanique. C'est un liquide incolore avec une odeur d'oignon. Il est produit par la méthylation de sels thiocyanates. Ce composé est un précurseur de l'isomère plus utile l'isothiocyanate de méthyle (CH3-N=C=S).
Le thiocyanate de méthyle est répertorié comme une substance extrêmement dangereuse par le "Emergency Planning and Community Right-to-Know Act (en)" des États-Unis.